# Atypeek Music
Atypeek Music è un'etichetta digitale nata dalle label Go Get Organized (GGO) e Agony..

## Storia della Atypeek Music
La GGO è stata una delle ultime etichette alternative francesi (1988-1993). Il nome Go Get Organized deriva da una canzone dei Redskins, facendo leva sull'impegno politico e Do it yourself (DYI) delle etichette indipendenti di quella generazione.
Fondata originariamente nel gennaio 1988 da un collettivo di artisti e musicisti, quest'etichetta ha praticato l'eclettismo musicale e ha esplorato il garage, l'HxC, lo stoner, il grunge, noise, no wave, jazz-core e l'industrial. Si è distinta rapidamente dalle etichette francesi e all'interno della scena alternativa, andando alla ricerca di artisti atipici e interessandosi particolarmente alla scena grunge, noise americana e alla musica sperimentale, minimalista con il controverso Patrick Dorobisz e l'elettroacustica. 
Nel 1992 l'etichetta firma in licenza con la Primo Scree il primo album dei Monster Magnet, Spine Of God. Nel 1993 cambia nome e diventa Agony (Agony and the Ecstasy). Agony diventa l'evoluzione di GGO, con delle firme più noise come i Davy Jones Locker o i Kill The Thrill, per poi divenire Atypeek Music nel 2013, anno che segnerà il passaggio delle sue produzioni e anche dei nuovi artisti verso le piattaforme digitali.
Atypeek Music resta sotto la direzione artistica di Christophe Féray. Si è arricchita di artisti delle etichette partner come  Futura Marge, Noise Product, Permis De Construire Deutschland (PDCD), micr0lab e RecRec Music.

## Artisti

### Artisti attuali
- 10PUTE
- 300
- (The True) Scorpio Rising
- Abandon
- Abrams
- Achwghâ Ney Wodeï
- Across The Waves
- Ada Peel
- Adrien Kessler
- Aghostino
- Alfie Ryner
- Allister Sinclair
- Al'Tarba
- Amantra
- Anarchist Republic of Bzzz
- Angle Mort & Clignotant
- Anne Horel
- Apollonius Abraham Schwarz
- April Fishes
- Arne Vinzon
- Arto Lindsay
- A Shape
- Biollante
- Black Ink Stain
- Blair
- Blast
- Brice et sa Pute
- Ça
- Cable Regime
- Cantenac Dagar
- Caspar Brötzmann-Massaker
- Chaman Chômeur
- Chantal Morte
- Chevo Légé
- Chewbacca
- Chromb!
- Clara Clara
- Claude Favre / Nicolas Dick
- Chloé Delaume
- Coax Orchestra
- Condense
- Cop Shoot Cop
- Cosmic Wurst
- Çub
- Cut The Navel String
- Davy Jones Locker
- DAiKiRi
- Dark Radish
- Dead Hippies
- Dead Oldman (dědъ)
- Deborah Kant
- Derby Derby
- Deux Boules Vanille
- Devilish Piranhas
- Dookoom
- DOPPLeR
- Double Nelson
- Dum Dum Boys
- Eliogabal
- Emboe
- Enablers
- Enob
- Fall Of Because
- Faro
- F.A.T.
- FAT32
- Fisherman
- Fragile Figures
- Fragment.
- Fred Frith
- Gabriel Hibert
- Geins't Naït
- Genghis Khan
- Gerard Jugno 106
- Gift Of Blindness
- G.I. Love
- Gin Palace
- Gore / Hoer*
- Goz of Kermeur
- Greyfell
- Grill
- Grosso Gadgetto
- Hal
- Have The Moskovik
- Heliogabale
- Hems
- Herr Geisha And The Boobs
- Hint
- Hippie Diktat
- HoaxHoax
- Icsis
- In Love With
- Infecticide
- ISaAC
- I, Useless
- June Bug
- Kabbel
- Kaschalot
- Kai Reznik
- Kaosis
- Karaba F.C.
- Kill the Thrill
- Kim Gordon
- Kouma
- Krackhouse
- La Phaze
- Laurent Pernice
- Lèche Moi
- L'Effondras
- Lucrate Milk
- Loki Lonestar
- Loren Connors
- Louis Minus XVI
- Les Vulves Assassines
- Lynhood
- Mad River
- Manikineter
- Mank Down
- Marteau Mu
- Margaret Catcher
- Marvin
- Massicot
- Mata
- Melaine Dalibert
- Membrane
- Mia Vita Violenta
- Microfilm
- MilesDavisQuintet!
- Miles Oliver
- Milkilo
- Mismerizer
- Moaan Exis
- Moodie Black
- Moonya
- Moist
- Mortar (Various Artists) - Cable Regime - Cop Shoot Cop - Nox - Caspar Brötzmann-Massaker - Gore / Hoer - Fall Of Because - Grill
- Namoro
- Ned
- Neige Morte
- Ni
- Nicolas Dick
- Noise Gate
- Nox
- Noyades
- Nyah Fearties
- Oblik
- Oddateee
- Oto
- Owls Are Not
- Owun
- Palo Alto
- Pam Risourié
- Patrick Dorobisz
- Penthouse
- Philippe Petit
- Phurpa
- PointPointVirgulePointvirguleCrochetParenthèse
- Polymorphie
- Pore
- Postcoïtum
- Princesse Näpalm
- Projet O - Nà
- Projet O - Marmalade
- Pù
- Queen Elephantine
- Rature
- Red City Noise
- $afia Bahmed-Schwartz
- Sathönay
- Scarlatti Goes Electro
- Schlaasss
- Sébastien Guérive
- Sheik Anorak
- Shotgun Babies
- Simiam Lucis
- Sisygambis
- Sliding Words
- Snap
- Sofy Major
- Spectrum Orchestrum
- Spook
- Stoned Diplodocus
- Suzanne'Silver
- Table
- Tapso II
- Ted Milton meets Goz of Kermeur
- Théo Ceccaldi
- Télépagaille
- Térébenthine
- Terminal Cheesecake
- The Automatists
- The Crooner Of Doom
- The Dirteez
- The Glad Husbands
- The Legendary Pink Dots
- The Rogues
- Thierry Arnal
- This Is Daddy Long Legs
- This Side of Jordan
- Thompson Rollets
- The Wøøøh
- Tim
- Time to Burn
- Tombouctou
- Tout de Suite
- Toy Killers
- Toys'R'Noise
- Traître Câlin
- Tripes
- Ueno Park - Manuel Adnot solo
- uKanDanZ
- Ultra Panda
- Untitled With Drums
- Valse Noot
- Vesicatoria
- Videoiid
- Watertank
- Waveland
- William Hooker Quartet
- Witches Valley
- WRISTS
- Xavier Saïki
- YN
- You Freud, Me Jane
- Zarboth

## Discografia
- Thompson Rollets - Crazy Soldier / Never Be Like You + Bitch - Edizione digitale (2013) (Atypeek Music) - Produttore discografico : Brett Myers
- Witches Valley - Do You Like It? + Here's To You - Edizione digitale (2013) (Atypeek Music)
- Witches Valley -Extreme Return To The Source - Edizione digitale (2013) (Atypeek Music) - (ADFR)
- Dum Dum Boys - In A Cotton Candy World - Edizione digitale (2013) (Atypeek Music)
- G.I. Love - Chemical Gardens - Edizione digitale (2013) (Atypeek Music)- Produttore discografico : Cecil English
- Davy Jones Locker - Palpable - Edizione digitale (2013) (Atypeek Music)
- Sisygambis - Four Stages Of Cruelty - Edizione digitale (2013) (Atypeek Music)
- The Automatists - Bad Queen Ep - Edizione digitale (2013) (Atypeek Music)
- Pore - Rotation - Edizione digitale (2013) (Atypeek Music) - (PDCD)
- Kill The Thrill - Dig - Edizione digitale (2013) (Atypeek Music) - (Noise Product)
- Nicolas Dick - Une Belle Journée - Edizione digitale (2013) (Atypeek Music)
- Time To Burn - Is.Land - Edizione digitale (2013) (Atypeek Music)
- The Dirteez - The Wild Side Of Love - Edizione digitale (2013) (Atypeek Music)
- Davy Jones Locker - Green Album - Edizione digitale (2013) (Atypeek Music)- Produttore discografico : Kramer
- Noise Gate - Peace & Work - Edizione digitale (2013) (Atypeek Music) - (Noise Product)
- Heliogabale - Yolk - Edizione digitale (2013) (Atypeek Music)
- (The True) Scorpio Rising - Phallus Imperator - Edizione digitale (2013) (Atypeek Music)
- Goz Of Kermeur - Irondelles - Edizione digitale (2013) (Atypeek Music) - (Noise Product)
- Davy Jones Locker - I Shake My Head (EP) - Edizione digitale (2013) (Atypeek Music)
- Time To Burn - Starting Point - Edizione digitale (2013) (Atypeek Music)
- Time To Burn - Burn the lie down - Edizione digitale (2013) (Atypeek Music)
- Heliogabale - To Pee - Edizione digitale (2013) (Atypeek Music)
- (The True) Scorpio Rising - I Know You But You don't Know Me - Edizione digitale (2013) (Atypeek Music)
- ISaAC - Herpès Maker - Edizione digitale (2013) (Atypeek Music)
- Patrick Dorobisz - Sneeuw - Edizione digitale (2013) (Atypeek Music)
- Patrick Dorobisz - Couleurs et lumière - Edizione digitale (2013) (Atypeek Music)
- Noise Gate - Illusion of Victory - Edizione digitale (2013) (Atypeek Music) - (Noise Product)
- Davy Jones Locker - S/T - Edizione digitale (2013) (Atypeek Music)
- Sisygambis - Interficias te Ipsum - Edizione digitale (2013) (Atypeek Music)
- Ted Milton Meets Goz Of Kermeur - Inflated Edge - Edizione digitale (2013) (Atypeek Music) - (Noise Product)
- Kill The Thrill - Low - Edizione digitale (2013) (Atypeek Music) - (Noise Product)
- Time To Burn - B Sides - Edizione digitale (2013) (Atypeek Music)
- Pore - Dorsale - Edizione digitale (2013) (Atypeek Music) - (PDCD)
- Claude Favre & Nicolas Dick - Autopsies - Edizione digitale (2013) (Atypeek Music)
- Sisygambis (feat. Gérard Giachi) - Pour en finir - EP - Edizione digitale (2013) (Atypeek Music)
- Davy Jones Locker - Ultimate - Edizione digitale (2013) (Atypeek Music)
- Abandon - Tunnels - Edizione digitale (2013) (Atypeek Music)
- Térébenthine - Terebenthine - Edizione digitale (2013) (Atypeek Music)
- (The True) Scorpio Rising  - Brain Catalogue - Edizione digitale (2013) (Atypeek Music)
- Davy Jones Locker - Single - Edizione digitale (2013) (Atypeek Music)
- Goz of Kermeur - Goz of Kermeur - Edizione digitale (2013) (Atypeek Music) - (Noise Product)
- ISaAC / Térébenthine - IT - (SPL)IT Vinyle (Atypeek Music - Poutrage Records - Ocinatas Industries) - Edizione digitale (2014) (Atypeek Music)
- Witches Valley - Rien Résiste Aux Racines - Edizione digitale (2014) (Atypeek Music)
- Abandon - House of Cards - Edizione digitale (2014) (Atypeek Music)
- (The True) Scorpio Rising  - The Invisible Society - Edizione digitale (2013) (Atypeek Music)
- Abandon - Monsters - Edizione digitale (2014) (Atypeek Music)
- Mortar - Various Artists - Cable Regime - Cop Shoot Cop - Nox - Caspar Brötzmann-Massaker - Gore / Hoer - Fall Of Because - Grill - Edizione digitale (2014) (Atypeek Music) (PDCD)
- Hems - Lourd comme l'air - Edizione digitale (2014) (Atypeek Music)
- Grill - Light - Edizione digitale (2014) (Atypeek Music) - (PDCD)
- Hal - Gorilla Conspiration - Edizione digitale (2014) (Atypeek Music) - (PDCD)
- Lucrate Milk - I Love You Fuck Off - Edizione digitale (2014) (Atypeek Music)
- Fragment. - Temporary Enlightenment - Edizione digitale (2014) (Atypeek Music)
- (The True) Scorpio Rising - Born/Reborn - Edizione digitale (2014) (Atypeek Music)
- Nyah Fearties - A Tasty Heidfu' - Edizione digitale (2014) (Atypeek Music)
- Witches Valley - Extrem Return  To The Source - Edizione digitale (2014) (Atypeek Music) (Auto Da Fé)
- Mad River - Face To The Sea - Edizione digitale (2014) (Atypeek Music)
- Laurent Pernice - Détails - Edizione digitale (2014) (Atypeek Music) (PDCD)
- (The True) Scorpio Rising - The Blues Resurrection Project - Edizione digitale (2014) (Atypeek Music)
- Mad River - Shining - Edizione digitale (2014) (Atypeek Music)
- Red City Noise - Rmx - Edizione digitale (2014) (Atypeek Music)
- Kouma - Brazilian Blowout - Edizione digitale (2014) (Atypeek Music)
- Deborah Kant - Terminal Rail / Route - Edizione digitale (2014) (Atypeek Music)
- uKanDanZ - Lantchi Biyé / Endè Iyèrusalém - Single - Edizione digitale (2014) (Atypeek Music)
- Red City Noise - Black Lodge - Edizione digitale (2014) (Atypeek Music)
- Hippie Diktat - Black Peplum - Edizione digitale (2014) (Atypeek Music)
- Heliogabale - Mobile Home - Edizione digitale (2014) (Atypeek Music)
- Snap - Bras - Edizione digitale (2014) (Atypeek Music)
- Kouma - Kouma - Edizione digitale (2014) (Atypeek Music)
- Sheik Anorak - Keep your hands low - Edizione digitale (2014) (Atypeek Music)
- Alfie Ryner - Brain Surgery - Edizione digitale (2014) (Atypeek Music)
- Zarboth - Zarboth - Edizione digitale (2014) (Atypeek Music)
- Polymorphie - Voix - Edizione digitale (2014) (Atypeek Music)
- Zarboth - Kwakiutls - Edizione digitale (2014) (Atypeek Music)
- Devilish Piranhas - Greetings from the Voodoo Island of Lust! - Edizione digitale (2014) (Atypeek Music)
- Heliogabale - Diving Rooms - Edizione digitale (2014) (Atypeek Music)
- Coax Orchestra - Lent et sexuel - Edizione digitale (2014) (Atypeek Music)
- Moist - Face Pack - Edizione digitale (2014) (Atypeek Music)
- Goz of Kermeur - Mythoman - Edizione digitale (2014) (Atypeek Music)
- Heliogabale - Mystery Trains - Xquisite - EP - Edizione digitale (2014) (Atypeek Music)
- Laurent Pernice - Axident - Edizione digitale (2014) (Atypeek Music)
- WRISTS - The Censorship Trap - Edizione digitale (2015) (Atypeek Music)
- L'Effondras - L'effondras - Edizione digitale (2015) (Atypeek Music)
- This Side Of Jordan - Set the Record Straight - Edizione digitale (2015) (Atypeek Music)
- L'Effondras - Ferrum Movendo / Helleboros - Single - Edizione digitale (2015) (Atypeek Music)
- Enablers - The Rightful Pivot - Edizione digitale (2015) (Atypeek Music)
- Heliogabale - Blood - Edición digital (2015) (Atypeek Music)
- Eliogabal - Mo - Edizione digitale (2015) (Atypeek Music)
- Laurent Pernice - Exit to the City (Sortie Vers La Ville) - Edizione digitale (2015) (Atypeek Music)
- Marteau Mu- Philitosa - Edizione digitale (2015) (Atypeek Music)
- Owls Are Not - 2 - Edizione digitale (2015) (Atypeek Music)
- Xavier Saïki - Moraine - Edizione digitale (2015) (Atypeek Music)
- Shotgun Babies - Private Games - Edizione digitale (2015) (Atypeek Music)
- Aghostino - Collarbones Full of Cocoons - Edizione digitale (2015) (Atypeek Music)
- Membrane - Membrane - Edizione digitale (2015) (Atypeek Music)
- Ni - Les insurgés de Romilly - Edizione digitale (2015) (Atypeek Music)
- Gift of Blindness - Gift of Blindness - Edizione digitale (2015) (Atypeek Music)
- Schlaasss - Slaasssch - Edizione digitale (2015) (Atypeek Music)
- WRISTS - STSIRW - Edizione digitale (2015) (Atypeek Music)
- WRISTS - Mountain of Skulls - EP - Edizione digitale (2015) (Atypeek Music)
- Sathönay - Gaziosmanpasa - Edizione digitale (2015) (Atypeek Music)
- Massicot - Morse - Edizione digitale (2015) (Atypeek Music)
- Queen Elephantine - Omen - Edizione digitale (2015) (Atypeek Music)
- Toy Killers - My Name Is Dirtier - Edizione digitale (2015) (Atypeek Music)
- Jacques Barbéri & Laurent Pernice - L'apocalypse des oiseaux - Edizione digitale (2015) (Atypeek Music)
- Laurent Pernice - Sept autres créatures - Edizione digitale (2015) (Atypeek Music)
- Krackhouse - Comes Alive - Edizione digitale (2015) (Atypeek Music)
- Ça - 24615 - Edizione digitale (2015) (Atypeek Music)
- Sheik Anorak - Or - Edizione digitale (2015) (Atypeek Music)
- HoaxHoax - Shot Revolver - Edizione digitale (2015) (Atypeek Music)
- Kill The Thrill - 203 Barriers - Edizione digitale (2015) (Atypeek Music)
- Enablers - Berlinesque - Edizione digitale (2015) (Atypeek Music)
- Herr Geisha and The Boobs - Book of Mutations - Digital publishing (2015) (Atypeek Music)
- L'Effondras - Lemures / Je reste avec vous - Single - Edizione digitale (2015) (Atypeek Music)
- Kill The Thrill - Tellurique - Edizione digitale (2015) (Atypeek Music)
- Cut The Navel String - Takis - Edizione digitale (2015) (Atypeek Music)
- Infecticide - Chansons tristes - Edizione digitale (2015) (Atypeek Music)
- Condense - Bacteria / Ode to a Boss - Edizione digitale (2015) (Atypeek Music)
- Vesicatoria - Awakening - Edizione digitale (2015) (Atypeek Music)
- Laurent Pernice - Yppah - Edizione digitale (2015) (Atypeek Music)
- Double Nelson - Un sentiment étrange - DEdizione digitale (2015) (Atypeek Music)
- Chantal Morte - No More - Edizione digitale (2015) (Atypeek Music)
- Chantal Morte - Short Allemand - Edizione digitale (2015) (Atypeek Music)
- Sheik Anorak - Let's Just Bullshit Our Way Through - Edizione digitale (2016) (Atypeek Music)
- uKanDanZ - Awo - Edizione digitale (2016) (Atypeek Music)
- Heliogabale - Mobile Home - Edizione digitale (2016) (Atypeek Music)
- Spook - Blurred Head and Scrambled Eggs - Edizione digitale (2016) (Atypeek Music)
- Dookoom - No! - Edizione digitale (2016) (Atypeek Music)
- Chaman Chômeur - 18759 - Edizione digitale (2016) (Atypeek Music)
- Ultra Panda - The New Bear - Edizione digitale (2016) (Atypeek Music)
- Brice et sa Pute - Célibataires - Edizione digitale (2016) (Atypeek Music)
- In Love With - Axel Erotic - Edizione digitale (2016) (Atypeek Music)
- Enablers - The Achievement - Edizione digitale (2016) (Atypeek Music)
- 10PUTE - Poupée russe - Edizione digitale (2016) (Atypeek Music)
- Suzanne'Silver - Like Lazarus - Edizione digitale (2016) (Atypeek Music)
- Laurent Pernice - Infrajazz - Edizione digitale (2016) (Atypeek Music)
- April Fishes - Carpe d'or - Edizione digitale (2016) (Atypeek Music)
- F.A.T. - Animal - Edizione digitale (2016) (Atypeek Music)
- Margaret Catcher - We Want More - Edizione digitale (2016) (Atypeek Music)
- Enablers - Now You Can Answer My Prayers - Edizione digitale (2016) (Atypeek Music)
- Fragment. - Nothing Will Ever Be the Same - Single - Edizione digitale (2016) (Atypeek Music)
- G.I. Love - 16 Hardcore Romances, Far out Experiments, Fuzzy Sounds and Off-Limit Overdrive - Edizione digitale (2016) (Atypeek Music)
- Tapso II - Close Distances - Edizione digitale (2016) (Atypeek Music)
- Double Nelson - Pousser la voiture - Edizione digitale (2016) (Atypeek Music)
- Fragment. - Nothing Will Ever Be the Same - Edizione digitale (2016) (Atypeek Music)
- ICSIS - Pierre Vide Eau - Edizione digitale (2016) (Atypeek Music)
- WRISTS - Eye Adjust EP - Edizione digitale (2016) (Atypeek Music)
- Condense - Placebo - Edizione digitale (2016) (Atypeek Music)
- Fragment. - Home - Edizione digitale (2016) (Atypeek Music)
- Condense - Genuflex - Edizione digitale (2016) (Atypeek Music)
- WRISTS - Power Comes in Many Forms - Edizione digitale (2016) (Atypeek Music)
- Mank Down - Thred EP - Edizione digitale (2016) (Atypeek Music)